# 58. Internationale Sechstagefahrt
Die 58. Internationale Sechstagefahrt war die Mannschaftsweltmeisterschaft im Endurosport und fand vom 11. bis 16. Oktober 1983 im walisischen Builth Wells sowie der näheren Umgebung stattfand. Die Nationalmannschaften Schwedens gewannen zum dritten Mal die World Trophy sowie zum vierten Mal die Silbervase.

## Wettkampf

### Organisation
Die Veranstaltung fand zum achten Mal in Wales statt, nachdem bereits die 15. (1933), 19. (1937), 20. (1938), 24. (1949), 25. (1950), 29. (1954) und 36. Internationale Sechstagefahrt (1961) hier ausgetragen wurden.
Für den Wettkampf waren 359 Fahrer von 20 Motorsportverbänden der FIM gemeldet.
Um die World Trophy und Silbervase fuhren Mannschaften aus 16 bzw. 17 Nationen. Zudem waren 31 Fabrik- und 50 Club-Mannschaften am Start.
Die Bundesrepublik Deutschland, die DDR, Österreich und die Schweiz nahmen jeweils an der World Trophy und Silbervase teil. Ferner starteten fünf bundesdeutsche sowie drei österreichische Clubmannschaften.

### 1. Tag
In der World Trophy führte die Mannschaft Schwedens vor der DDR und der Mannschaft der BRD. Die österreichische Mannschaft belegte den 10. Platz. Bereits am ersten Tag schied in der Schweizer Mannschaft Jean Jacques Loup aus, was für die Mannschaft fortan täglich 15.000 Punkte und Platz 13 bedeutete.
Bei der Silbervase führte die Mannschaft der BRD vor der Mannschaft der DDR und der Mannschaft Italiens. Österreich belegte den 13. Platz. Analog zur World Trophy hatte auch hier die Schweizer Mannschaft bereits einen Fahrerausfall (Hans Meister) zu verzeichnen, das Team belegte den Platz 15.

### 2. Tag
In der World Trophy führte die Mannschaft Schwedens vor der BRD und der Mannschaft Frankreichs. Die Mannschaft der DDR hatte mit Frank Schubert einen Fahrerausfall zu verzeichnen, das Team lag damit auf dem 8. Platz. Die österreichische Mannschaft hatte mit Rudolf Egger und Rudolf Prombrager gleich zwei Fahrerausfälle, was für das Team Platz 11 bedeutete. In der Schweizer Mannschaft fielen ebenso zwei Fahrer aus (John von Rotz und Bruno Schmidli), das Team belegte den 15. Platz.
Bei der Silbervase führte weiter die Mannschaft der BRD vor der Mannschaft der DDR und der Mannschaft der Tschechoslowakei. In der Mannschaft Österreichs fiel Peter Meurayter aus, das Team belegte weiter den 13. Platz. Mit Roland Huguelet und Samuel Wuillemin schieden zwei weitere Schweizer Fahrer aus, womit der 17. und damit letzte Platz zu Buche stand und nur noch Philippe Schweizer im Rennen war.

### 3. Tag
In der World Trophy führte weiter die Mannschaft Schwedens vor Frankreich und der Mannschaft der Tschechoslowakei. Dahinter folgte das Team der BRD auf Platz 4, die Mannschaft der DDR belegte nach wie vor den 8. Platz. In der Mannschaft Österreichs fiel Hubert Trattner aus, das Team belegte den 14. Platz. Das Schweizer Team folgte auf Platz 15.
Bei der Silbervase führte die Mannschaft der BRD vor der Mannschaft der Tschechoslowakei und der Mannschaft Schwedens. In der Mannschaft der DDR fiel Uwe Weber aus, das Team belegte den 8. Platz. Im österreichischen Team schied Johann Lebsinger aus, die Mannschaft belegte weiter den 13. Platz. Mit Philippe Schweizer schied auch der letzte Fahrer der Schweizer Mannschaft aus, wodurch diese fortan den 17. und damit letzten Platz belegte.

### 4. Tag
In der World Trophy führte die Mannschaft Schwedens vor der Tschechoslowakei und der Mannschaft Frankreichs. Die Mannschaft der DDR verbesserte sich auf den 7. Platz. Die Mannschaft der Bundesrepublik Deutschland hatte mit Fritz Witzel und Richard Schalber gleich zwei Fahrerausfälle zu verzeichnen, für das Team bedeutete dies Platz 10. Ebenfalls zwei Fahrerausaufälle (Franz Strobl und Johann Haslacher) hatte die Mannschaft Österreichs zu verzeichnen, damit war nur noch Hans Danzinger im Rennen. Österreich belegte den 15. Platz. Und auch die Schweizer Mannschaft hatte zwei Fahrerausfälle: Anton Durrer und Walter Frei schieden aus dem Wettbewerb, das Team lag auf dem 16. und damit letzten Platz.
Bei der Silbervase führte die Mannschaft Schwedens vor der Mannschaft der Tschechoslowakei und der Mannschaft Finnlands. Die Mannschaft der DDR verbesserte sich auf Platz 7. Im Team der Bundesrepublik schieden mit Bernhard Brinkmann, Eddy Hau und Arnulf Teuchert gleich drei Fahrer aus, die Mannschaft fiel damit aussichtslos vom 1. auf den 13. Platz zurück. In der österreichischen Mannschaft schied Franz Schweighofer aus, das Team lag auf dem 14. Platz. Die Schweizer Mannschaft lag auf dem 17. Platz.

### 5. Tag
In der World Trophy führte unverändert die Mannschaft Schwedens vor der Tschechoslowakei und der Mannschaft Frankreichs. Die Mannschaft der DDR belegte weiter Platz 7, die BRD verbesserte sich auf den 9. Platz. Österreich und die Schweiz lagen unverändert auf den Plätzen 15 bzw. 16.
Bei der Silbervase führte die Mannschaft Schwedens vor der Mannschaft Kanadas und der Mannschaft der Tschechoslowakei. Die Mannschaften von DDR und BRD belegten weiter die Plätze 7 bzw. 13, dahinter folgte Österreich auf dem 14. Platz. Die Schweizer Mannschaft lag auf dem 17. Platz.

### 6. Tag
Von 359 am ersten Tag gestarteten Fahrern erreichten 199 das Ziel.

## Endergebnisse

### World Trophy
| Platz | Team                            | Punkte     |
| ----- | ------------------------------- | ---------- |
| 1.    | Schweden                        | 5.019,02   |
| 2.    | Tschechoslowakei                | 13.412,03  |
| 3.    | Frankreich                      | 15.255,09  |
| 4.    | Polen                           | 19.109,02  |
| 5.    | Vereinigtes Königreich          | 59.431,90  |
| 6.    | Vereinigte Staaten              | 75.949,73  |
| 7.    | Deutsche Demokratische Republik | 78.714,11  |
| 8.    | Niederlande                     | 103.433,90 |
| 9.    | BR Deutschland                  | 93.421,81  |
| 10.   | Italien                         | 110.785,91 |
| 11.   | Australien                      | 205.541,99 |
| 12.   | Finnland                        | 234.327,08 |
| 13.   | Kanada                          | 320.602,89 |
| 14.   | Mexiko                          | 336.751,19 |
| 15.   | Österreich                      | 319.570,07 |
| 16.   | Schweiz                         | 349.593,06 |

### Silbervase
| Platz | Team                            | Punkte     |
| ----- | ------------------------------- | ---------- |
| 1.    | Schweden                        | 6.017,15   |
| 2.    | Kanada                          | 44.792,63  |
| 3.    | Tschechoslowakei                | 36.930,06  |
| 4.    | Finnland                        | 39.094,00  |
| 5.    | Vereinigtes Königreich          | 55.586,05  |
| 6.    | Niederlande                     | 59.776,42  |
| 7.    | Deutsche Demokratische Republik | 62.729,71  |
| 8.    | Frankreich                      | 71.856,39  |
| 9.    | Vereinigte Staaten              | 86.269,03  |
| 10.   | Australien                      | 107.809,40 |
| 11.   | Italien                         | 123.577,80 |
| 12.   | Spanien                         | 173.666,70 |
| 13.   | BR Deutschland                  | 137.420,75 |
| 14.   | Österreich                      | 210.155,87 |
| 15.   | Irland                          | 224.966,31 |
| 16.   | Mexiko                          | 249.781,72 |
| 17.   | Schweiz                         | 303.365,59 |

### Club-Mannschaften
| Platz                      | Team                 | Punkte     |
| -------------------------- | -------------------- | ---------- |
| 1.                         | ADAC 4               | 12.116,97  |
| 2.                         | ADAC 1               | 15.777,69  |
| 3.                         | Club France          | 16.993,36  |
| 4.                         | New Zealand A.C.U.   | 18.577,19  |
| 5.                         | S.A.C.U. A Team      | 21.086,96  |
| 6.                         | Norseman M.C.        | 22.231,23  |
| 7.                         | Leatherhead & D.M.C. | 40.530,15  |
| 8.                         | ÖAMTC 3              | 70.944,86  |
| 9.                         | Manchester ’17‘      | 73.646,99  |
| 10.                        | M.C.C. of Wales      | 50.359,61  |
| 000{\displaystyle \vdots } |                      |            |
| 16.                        | ADAC 3               | 73.234,60  |
| 000{\displaystyle \vdots } |                      |            |
| 25.                        | ADAC 5               | 98.612,44  |
| 000{\displaystyle \vdots } |                      |            |
| 34.                        | ADAC 2               | 158,564,37 |
| 000{\displaystyle \vdots } |                      |            |
| 36.                        | ÖAMTC 2              | 164.850,98 |
| 000{\displaystyle \vdots } |                      |            |
| 44.                        | ÖAMTC 1              | 216.264,07 |

### Fabrik-Mannschaften
| Platz | Team                  | Punkte     |
| ----- | --------------------- | ---------- |
| 1.    | Simson 1              | 1.677,72   |
| 2.    | Husqvarna 1           | 1.757,39   |
| 3.    | Husqvarna 3           | 2.682,05   |
| 4.    | Simson 2              | 2.881,27   |
| 5.    | Husqvarna 2           | 4.228,90   |
| 6.    | Jawa 1                | 4.961,58   |
| 7.    | Honda 1               | 5.211,09   |
| 8.    | Husqvarna 1           | 6.970,50   |
| 9.    | Jawa 2                | 8.450,43   |
| 10.   | KTM                   | 9.282,72   |
| 11.   | Yamaha                | 23.097,17  |
| 12.   | KTM                   | 49.041,23  |
| 13.   | Jawa 3                | 34.037,70  |
| 14.   | KTM A                 | 48.656,72  |
| 15.   | KTM B                 | 49.965,09  |
| 16.   | MZ 2                  | 62.076,59  |
| 17.   | Husqvarna             | 64.155,71  |
| 18.   | Yamaha                | 68.652,07  |
| 19.   | Husqvarna 1           | 70.962,90  |
| 20.   | MZ 1                  | 76.948,09  |
| 21.   | Husqvarna 3           | 82.080,86  |
| 22.   | Pro-Circuit Husqvarna | 92.344,62  |
| 23.   | Husqvarna 2           | 94.790,49  |
| 24.   | Yamaha                | 99.343,78  |
| 25.   | Husqvarna 1           | 99.581,22  |
| 26.   | Honda 2               | 99.856,97  |
| 27.   | Husqvarna Team        | 100.206,22 |
| 28.   | Husqvarna 2           | 115.547,14 |
| 29.   | E.T. James Suzuki     | 151.989,12 |
| 30.   | Alfer                 | 185.049,89 |
| 31.   | Husqvarna             | 257.585,57 |

### Einzelwertung
| Klasse                  | Starter | Gold | Silber | Bronze | Ausfall/Disqualifikation | Klassensieger (Motorrad)      | Punkte   |
| ----------------------- | ------- | ---- | ------ | ------ | ------------------------ | ----------------------------- | -------- |
| bis 80 cm³ (Zweitakt)   | 15      | 3    | 3      | 0      | 9                        | Horst Geißenhöner (Simson)    | 7.676,28 |
| bis 125 cm³ (Zweitakt)  | 69      | 3    | 10     | 21     | 35                       | Joachim Sauer (Honda)         | 6.228,15 |
| bis 250 cm³ (Zweitakt)  | 162     | 6    | 25     | 62     | 69                       | Gilles Lalay (KTM)            | 6.177,07 |
| bis 500 cm³ (Zweitakt)  | 86      | 5    | 13     | 37     | 31                       | Svenerik Jönsson (Husqvarna)  | 6.050,38 |
| über 500 cm³ (Viertakt) | 27      | 2    | 3      | 6      | 16                       | Thomas Gustavsson (Husqvarna) | 7.149,52 |
| Gesamt                  | 359     | 19   | 54     | 126    | 160                      |                               |          |